# Victoria (theatergroep)
Victoria is een productie- en theaterhuis in Gent onder leiding van regisseur en theatermaker Dirk Pauwels dat inzet op eigen creatie. Het productiehuis is gevestigd in het voormalig Oud Huis Stekelbees, dat in 1992 herdoopt werd tot Victoria. In 2008 fuseerden Dirk Pauwels' Nieuwpoorttheater en Victoria tot Campo. Victoria werkte samen met Time Festival en richtte in 2005 De Bank in: zes opkomende kunstenaars uit verschillende disciplines welke zich gedurende twee jaar konden ontplooien tot zelfstandige makers.

## Geschiedenis

### Achtergrond
Tijdens de vroege jaren 80 werd Gent gekenmerkt door een sterke ontwikkeling in zijn theaterscène. Uit vraag naar vernieuwing manifesteerden er zich verschillende nieuwe theaterzalen verspreid over de stad. Ontwikkelingen die zich positioneren ten tijde van de hoogconjunctuur van de Vlaamse Golf.  Naast de Vooruit positioneren Nieuwpoorttheater en victoria zichzelf ook in de Vlaamse theaterwereld.

### Victoria en Dirk Pauwels
In 1992 verliet Dirk Pauwels na enkele turbulente jaren het Nieuwpoorttheater om zijn eigen productiehuis op te starten. Hiervoor herdoopte hij jeugdtheater Oud Huis Stekelbees om tot Victoria waar hij leider van werd. De artistieke leiding vertrouwde Pauwels toe aan drie kunstenaars die op een vernieuwende, onconventionele werkwijze hanteren: Alain Platel, Frank Theys en schrijver Pol Hoste. Een structuur die de mogelijke kruisbestuiving van theater met andere kunsten onderzocht. 
Victoria hanteerde onder het artistiek leiderschap van Dirk Pauwels een open en anti-autoritair beleid. Theatermakers kregen er de nodige artistieke vrijheid om een traject uit te werken. Alle vormen van bemoeienis werden gemeden. Het theaterhuis ambieerde in dit opzicht de doorgroei van theatermakers uit de artistieke schemerzone naar het professioneel circuit, waarbij Dirk Pauwels vaak zelf fungeerde als mentor.

## Artistieke producties
- Sluis (1992), geschreven Willy Thomas in opdracht van Guy Cassiers, geregisseerd door Johan Dehollander. Sluis was de allereerste productie die plaatsvond in Victoria.
- Ovalium (1994), onder leiding van Stef Cafmeyer

### Stekelbeesfestival[1]
Sinds 1993 toont Victoria presenteert Victoria eigen werk en speciaal gemaakte festivalcreaties op het Stekelbeesfestival. Deze festivaltraditie nam een belangrijke plaats in in de organisatie van Victoria. Dirk Pauwels omschreef het als het 'geweten' van Victoria, waar we tot de essentie worden teruggebracht. Noemenswaardige projecten zijn:
- Ja, Wacht! (1993) is een coproductie tussen Victoria, Antwerpen '93, Beursschouwburg, Nieuwpoorttheater en Cirque Divers. Hiervoor werden 30 jongeren gerekruteerd die in samenwerking met Alain Platel, Frank Theys en Stef Cafmeyer een voorstelling creëerden.
- KORSTMOS was hieronder het eerstekansen plateau waarin een tal van jonge mensen de kans kregen om voor het eerst hun werk te tonen aan het publiek. Onder meer het project KungFu van Felix van Groeningen, Jonas Boel en Tim Van Der Gucht deed er de revue.
- De Beste Belgische Danssolo was een danswedstrijd en zoektocht naar nieuw Belgisch talent. Met onder meer: Mohammed Benaouisse, Khaled Benaouisse, Sidi Larbi Cherkaoui, Olivier Cassamayou.

In 2000 nam het festival deel aan het Time festival met onder andere Larf, een muzikale productie van Josse De Pauw en Peter Vermeersch.

### productielijst[2]
- 1992: Euroop
- 1992: De pijl, remorqueur a vapeur
- 1992: Colette
- 1992: Karaoke
- 1992: Sluis
- 1992: MONOLOOG UIT VAN AL DIE NIKS TE ZEGGEN HEBBN, ...
- 1993: Zaum
- 1993: Ja wacht
- 1993: Van al die die niks te zeggen hebben zijn die die zwijgen 't aangenaamst
- 1993: Mirad, een jongen uit Bosnië.
- 1994: Over Claus en Berhard en Consorten.
- 1994: HSUAN-YEH
- 1994: Impressies van Claus
- 1994: In het spoor van Miles
- 1994: Het ovalium ... omtrent het menselijk lichaam.
- 1994: De Beste Belgische Danssolo
- 1994: Moeder & kind
- 1995: Al te luide eenzaamheid
- 1995: 2012 (now i am nationwide)
- 1995: BEO tee vee
- 1995: Het ovalium
- 1995: Het apeneiland
- 1995: Sloap
- 1995: I smell roses in the underground
- 1995: Dansé Donsé Dan Dan
- 1995: Gij Goele Gij!
- 1995: Een tuin in de lente - alles in wonderland
- 1996: Shirtologie
- 1996: Altijd samen
- 1996: Bernadetje
- 1996: La suite
- 1996: Vol Wit
- 1996: De nar en de joker
- 1996: Hotel het verloren kind
- 1996: Apes on Apes
- 1997: Kung Fu
- 1997: Wysiwyg II
- 1997: Auri sacra fames
- 1997: Blue balles
- 1997: Alles is zeer goed
- 1997: Solidatus
- 1998: Mad Red
- 1998: Larf (#1)
- 1998: Onwaarschijnlijk normaal eindigend verhaal
- 1998: Seulement pour le plaisir des yeux
- 1998: 't Is niet om te stoefen, maar 't regent buiten.
- 1998: Saignant
- 1998: Lifestyle
- 1998: Beunas Noches
- 1998: Une saison au congo
- 1999: Louise (werktitel)
- 1999: Larf
- 1999: Youth Rules - Confusion Reigns
- 1999: Larf (#3)
- 1999: Wayn Storm
- 1999: Gij zult gezond worden
- 1999: Altijd samen
- 1999: Allemaal indiaan
- 1999: Regent en regentes
- 1999: Limbus Patrium
- 2001: Brief
- 2000: Spijt
- 2000: Intitles
- 2000: 'Heraldick twins'. Mise-en-trab II
- 2000: 'La grande bouceh'. Mise-en-traub I
- 2000: Goden
- 2000: Here we are now, entertain us
- 2000: Venusvingers
- 2000: Vadria
- 2000: üBUNG
- 2000: Club astrid
- 2000: Discothèque
- 2000: 'Dogs & Gods' Mise-en-Traub III
- 2001: Mark & Betty
- 2001: Via viola
- 2001: Le jardin
- 2001: Het is lam
- 2001: Bartime
- 2002: Poes, poes, poes
- 2002: LA (werktitel it fits)
- 2002: Vreemd gedoe
- 2002: Les Monologues
- 2002: Wayn Wash I: MAria Dolores
- 2002: Reconstructing my incle
- 2003; Angsten en twijfels en eeuwige liefde
- 2003: White star
- 2003: Kunst is een vreugde voor altijd / I love you in de bosjes.
- 2003: Enkele fijne momenten uit de periferie VIII
- 2003: Rantsoen
- 2003: Cheese
- 2003: Invasif Terminal
- 2003; Zaï Zaï Zaï Zaï
- 2003: Enkele fijne momenten uit de periferie VII
- 2003: Enkele fijne momenten uit de periferie VI
- 2004: SUlla en de mus
- 2004: LaLa#2: Caroline & Rosie
- 2004: Grand Cru
- 2004: Aalst
- 2004: De voordelen van Hansaplast
- 2004: Turn of the light.
- 2004: A-tipisch
- 2004: A few fine moments from the periphery: final edition
- 2005: Het Lichaamshof
- 2005: Het banket
- 2005: GROTE HOOP / BERG: Propositie 1: Reanimeren
- 2005: Oh boy!
- 2005: LaLa#3: Cocomotel
- 2006: Nachtschade / Nightshade / Belladonne / Nachtschatten
- 2006: Katrina, teh residents
- 2006: That night follows day
- 2006: Aalst: The Remake
- 2006: Zuffa
- 2006: Voor ouders en kinders
- 2007: koester de kersen
- 2007: Patchagonia
- 2008: For all the wrong reasons.